# Suleyman
Suleyman of Sulaiman (Arabisch: سُـلـيـمـان ابـن داوود, Sulaymān ibn Dāwūd) is in de islam Malik (koning) van Israël en een Nabi profeet. Suleyman is in het jodendom en christendom bekend als Salomo.
Suleyman wordt in de Koran genoemd als de 18e profeet.
In diverse passages wordt hij evenals als zijn vader Dawud (ook wel: Daoud) geroemd om zijn wijsheid. 
In de Koran wordt verder beschreven dat hij de koningin van Seba, Bilqis, tot het monotheïsme bekeert. Suleyman kon de wind bevelen en kon met de vogels spreken. Soera De Mieren verhaalt over Suleyman.